# Rovinj
Rovinj (în italiană Rovigno, în istriotă Ruvèigno, în latină Ruginium) este un oraș al cantonului croat Istria, având o populație de 14.294 de locuitori (2011).

## Demografie
Componența etnică a orașului Rovinj
     Croați (63,34%)
     Italieni (11,25%)
     Sârbi (4,16%)
     Albanezi (2,71%)
     Bosniaci (2,06%)
     Necunoscut (2,4%)
     Neclasificat (12,77%)
Componența confesională a orașului Rovinj
     Catolici (71,09%)
     Fără religie și atei (12,31%)
     Ortodocși (3,91%)
     Musulmani (3,55%)
     Agnostici și sceptici (1,22%)
     Necunoscută (6,8%)
     Alte religii (1,1%)
Conform recensământului din 2011, orașul Rovinj avea 14.294 de locuitori. Din punct de vedere etnic, majoritatea locuitorilor (63,34%) erau croați, existând și minorități de italieni (11,25%), afiliați regional (10,51%), sârbi (4,16%), albanezi (2,71%) și bosniaci (2,06%). Apartenența etnică nu este cunoscută în cazul a 2,4% din locuitori. Din punct de vedere confesional majoritatea locuitorilor (71,09%) erau catolici, existând și minorități de persoane fără religie și atei (12,31%), ortodocși (3,91%), musulmani (3,55%) și agnostici și sceptici (1,22%). Pentru 6,8% din locuitori nu este cunoscută apartenența confesională.